# Caballero Fantasma
El Caballero Fantasma (James «Jim» Craddock) es un supervillano ficticio que aparece en las historietas publicadas por DC Comics, fue creado por el escritor Robert Kanigher y el artista Joe Kubert, apareció por primera vez en Flash Comics #88 (octubre de 1947).

## Biografía ficticia
James «Jim» Craddock es el hijo de un caballero Inglés, quién abandonó a Jim y a su madre, dejándoles en la pobreza. Resentido con su padre y con la vida que le dejó, Craddock creció hasta convertirse un notorio atracador y ladrón que aterrorizó Inglaterra en el siglo XIX bajo el de nombre «Caballero Jim». Encuentra los fantasmas de otros asaltantes y Dick Turpin le deja un caballo. Después viajó a los Estados Unidos y encuentra a los pistoleros Nighthawk y Canela. Nighthawk mata a Craddock, pero este de alguna manera elude a la muerte para regresar otra vez como un fantasma.
El Caballero Fantasma tiene que vagar por la tierra hasta que el espíritu de sus asesinos se desplace al siguiente plano de existencia. Desafortunadamente, Nighthawk y Canela resultan ser las reencarnaciones de la realeza egipcia, el Príncipe Khufu y su prometida Chay-Ara, debido a su exposición al Nth metal Thanagariano sus almas no pueden nunca verdaderamente morir. Ambos son finalmente resucitados como Hawkman y Hawkgirl, y el Caballero Fantasma se convierte en su némesis recurrente durante la década de 1940.
A través de las décadas Craddock ha amenazado a otros héroes, incluyendo a Batman, Átomo, Flash, Los Nuevos Jóvenes Titanes, Max Mercury y Stargirl, pero el fantasma vengativo siempre regresa a sus enemigos principales, los Halcones, a veces como enemigo y a veces como amigo.

Caballero Fantasma ha enfrentado a Batman y Superman en diferentes ocasiones. En JSA Classified #5-7, el Caballero Fantasma es un miembro de la Sociedad de Injusticia. En Villains United #1, se une a la Sociedad Secreta.

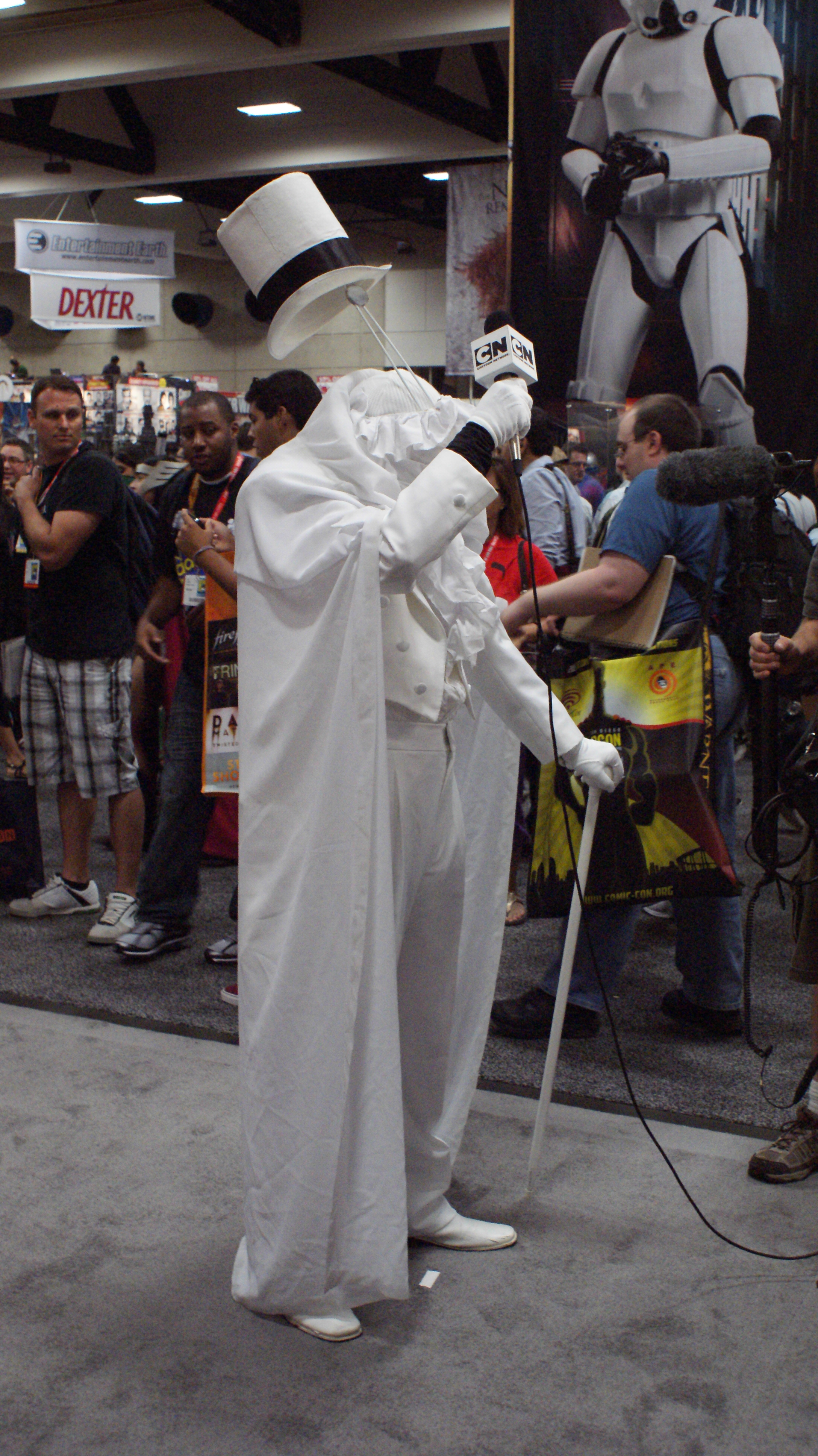
Cosplay del Caballero Fantasma en la San Diego Comic Con de 2012.

Su origen es explorado y alterado en las páginas de JSA #82-87 (2006). El hijo natural de un padre abusivo y una madre pobre, el joven Jim Craddock pronto cayó en una vida de delitos, haciendo contacto con lo sobrenatural. Después de que una persona gitana profetiza que será capaz de transcender la muerte y regresar al luchar y matar a sus enemigos en tierra inglesa, su carrera como villano termina cuando es capturado y sentenciado a muerte en la horca. Regresa como fantasma, lucha con la JSA, esperando para la profecía sea cierta.
El Caballero Fantasma es visto brevemente en Crisis Infinita durante el ataque a Metropolis de la Sociedad Secreta de Supervillanos.
Obtiene el poder adicional de convocar fantasmas vengativos del pasado de sus enemigos. Es detenido por Stargirl, que es invulnerable a sus ataques fantasmales por ser virgen y Wildcat, que es descendiente de la familia real británica, quién lo decapita y lo hace desaparecer.
El Caballero Fantasma es visto como uno de los villanos que tratan de quitarle la tarjeta para escapar del Infierno a Seis Secretos.

### The New 52
En The New 52, un reinicio de la continuidad de DC Comics del 2011, el Caballero Fantasma es un ladrón pero ya no un fantasma. En su primera aparición, roba el Mortis Orb, el cual tiene el poder de resucitar a los muertos; es vencido por Hombre Halcón que oculta la Mortis Orb en la Antártida para evitar que caiga en malas manos.
Algún tiempo más tarde, Craddock tomó una residencia en New Hampshire llamada Duskhaven desde la que planea robos a personas ricas de Gotham City. Es capturado y revela su nuevo origen. Craddock había sido un atracador y atrajo la ira de una bruja que lo maldijo, otorgándole sus poderes, pero que lo obliga a cometer crímenes. Aunque Craddock pensaba que la maldición se rompería al morir la bruja, eso no ocurrió y descubrió que él era inmortal.

## Poderes y habilidades
Originalmente, el Caballero Fantasma parecía confiar en sus dispositivos para simular ser un verdadero fantasma; las originales historias de la década de 1940 dejaron la cuestión de su naturaleza a la libre especulación del lector. Más tarde es relanzado como un fantasma verdadero.
Como fantasma puede volverse intangible, atravesar materiales sólidos y volverse invisible, dándole su aspecto de una cabeza con un monóculo y un sombrero flotantes. Es capaz de teletransportarse y puede convocar armas espectrales, así como a espíritus de personas muertas. Craddock puede detectar energía psiónica además de recorrer otras dimensiones y planos existenciales.
Es incapaz de tocar o ser tocado por seres vírgenes y aquellos que pertenecen a una familia de la realeza pueden dañarlo físicamente. Cuándo alguien pasa a través de Craddock, experimenta una sensación de frío intenso.

## En otros medios

### Televisión
- El Caballero Fantasma aparece en The All-New Super Friends Hour, con las voz sin acreditar de Alan Oppenheimer.
- El Caballero Fantasma fue considerado brevemente para aparecer en The New Batman Adventures. Cuándo se le preguntó sobre su uso potencial al productor y escritor Paul Dini, declaró que «probablemente, si hacemos más historias contemporáneas de Batman». Finalmente, el Caballero Fantasma nunca apareció en la serie.[9]
- El Caballero Fantasma aparece en Liga de la Justicia Ilimitada, con la voz de Robin Atkin Downes.
- El Caballero Fantasma aparece en varios episodios de la serie animada Batman: The Brave and the Bold, con la voz de Greg Ellis.
- El Caballero Fantasma aparece en la segunda parte especial de DC Super Hero Girls «#Nightmare in Gotham» con la voz de Fred Tatasciore como parte del ataque de Joker a Gotham en Halloween.

### Películas
- El Caballero Fantasma aparece en The Lego Batman Movie.[10] Está entre los villanos que asisten al Joker en su ataque a Gotham al inicio de la película, fracasando y siendo todos derrotados por Batman al final de la batalla.
- El Caballero Fantasma aparece en la película animada para televisión Teen Titans Go! vs. Teen Titans, con la voz del comediante estadounidense «Weird Al» Yankovic. Aparece al inicio de la película intentando atracar un banco, es detenido por los Titanes y en el proceso rompe su gema, liberando su lado demoníaco que desencadena los demás sucesos de la película.[11]

### Videojuegos
- El Caballero Fantasma también aparece como villano en Batman: The Brave and the Bold – The Videogame, otra vez con la voz de Greg Ellis.
- El Caballero Fantasma aparece en el Universo DC On-line, con la voz de Jason Brenizer.
- El Caballero Fantasma aparece como un personaje jugable en Lego DC Super-Villanos.